# Josep Maria Montserrat-Marti
Josep Maria Montserrat-Marti, född 1955 är en spansk botaniker.
Auktorsnamnet J.M.Marts. kan användas för Josep Maria Montserrat-Marti i samband med ett vetenskapligt namn inom botaniken; se Wikipediaartiklar som länkar till auktorsnamnet.
Särskilt intresse  fröväxter, Spermatophytes.
Har beskrivit 54 arter.
- Alchemilla cuatrecasasii J.M.Monts. & Romo, (1984)
- Androcymbium albanense ssp. clanwilliamense Pedrola, Membrives & J.M.Monts., (1999)
- Androcymbium burchellii ssp. pulchrum (Schltr. & K.Krause) Pedrola, Membrives, J.M.Monts. & Caujapé, (2003)
- Androcymbium huntleyi Pedrola, Membrives, J.M.Monts. & Caujapé, (1999)
- Androcymbium walteri Pedrola, Membrives & J.M.Monts., (1999)
- Androsace elongata ssp. breistrofferi (Charpin & Greuter) Molero & J.M.Monts., utan exakt basionym-sida (1983)
- Aquilegia viscosa ssp. guarensis (Losa) J.M.Monts., utan exakt basionym-sida (1984)
- Arenaria conimbricensis ssp. cavanillesiana (Font Quer) Cardona & J.M.Monts., (1984)
- Arenaria fontqueri Cardona & J.M.Monts., (1981)
- Arenaria fontqueri ssp. cavanillesiana Font Quer) Cardona & J.M.Monts., (1981)
- Arenaria fontqueri ssp. hispanica (H.J.Coste & Soulié) Cardona & J.M.Monts., (1981)
- Arenaria grandiflora ssp. gomarica L.Sáez, J.M.Monts. & Rosselló, (2002)
- Assoella J.M.Monts., (1986)
- Assoella purpurascens (Ramond ex DC.) J.M.Monts., (1986)
- Brassica repanda ssp. turbonis (P.Monts.) Gruber ex J.M.Monts. & Romo, (1985)
- Bunium bulbocastanum var. peucedanoides (Desf.) J.M.Monts., (2000)
- Centaurea alba var. cinerascens (Bubani) J.M.Monts., (1986)
- Centaurea × guarensis J.M.Monts., (1986)
- Centaurea pinae var. aragonensis (Bubani) J.M.Monts., (1984)
- Conopodium bunioides ssp. atlanticum (Humbert & Maire) Molero ex J.M.Monts., (1999)
- Cotoneaster integerrimus ssp. masclansii J.M.Monts. & Romo, (1983)
- Cynoglossum cheirifolium var. antiatlanticum Molero & J.M.Monts., (1987)
- Galium bourgeanum ssp. maroccanum (Ball) J.M.Monts., (1987)
- Iberis lagascana ssp. rhomarensis J.M.Monts., (1996)
- Iberis nazarita ssp. maroccana (Pau) J.M.Monts., (1996)
- Lavatera valdesii Molero & J.M.Monts., (2007)
- Lepidium heterophyllum sup. atlanticum (Ball) J.M.Monts., (1996)
- Lepidium heterophyllum ssp. rifanum (Emb. & Maire) J.M.Monts., (1996)
- Lepidium hirtum ssp. afrum (Pau & Font Quer) J.M.Monts., (1996)
- Malva bakeri Molero & J.M.Monts., (2005), nom. illeg.
- Malva eriocalyx (Steud.) Molero & J.M.Monts., (2005)
- Malva microphylla (Baker f.) Molero & J.M.Monts., (2006)
- Malva subovata (DC.) Molero & J.M.Monts., (2005)
- Malva subovata ssp. rupestris (Pomel) Molero & J.M.Monts., (2006)
- Malva vidalii (Pau) Molero & J.M.Monts., (2005)
- Minuartia ser. Valentinae Çeleb., Favarger & J.M.Monts., (1990)
- Moehringia glochidisperma J.M.Monts., (1985)
- Moehringia intricata sup. castellana J.M.Monts., (1986)
- Moehringia intricata ssp. tejedensis (Willk.) J.M.Monts., (1986)
- Narcissus × incurvicervicus nothovar. flavellus Fern.Casas & J.M.Monts., (2014)
- Petrocoptis albaredae ssp. guinochetii (J.M.Monts.) J.M.Monts., arten ej tillfredsställande publicerad (1979)
- Petrocoptis crassifolia ssp. guinochetii J.M.Monts., (1978)
- Petrocoptis montsicciana ssp. guarensis (Fern.Casas) J.M.Monts., (1986)
- Puccinellia caespitosa G.Monts. & J.M.Monts., (1988)
- Puccinellia expansa (Crép.) Julià & J.M.Monts., (1994)
- Puccinellia festuciformis ssp. lagascana Julià & J.M.Monts., (1999)
- Puccinellia hispanica Julià & J.M.Monts., (1999)
- Raffenaldia primuloides ssp. riphaensis J.M.Monts., (1996)
- Sideritis mezgouti Molero & J.M.Monts., (2006)
- Suaeda pruinosa var. prostrata Molero & J.M.Monts., (2006)
- Verbascum faurei ssp. acanthifolium (Pau) Benedí & J.M.Monts., (1997)
- Verbascum fontqueri Benedí & J.M.Monts., (1985)
- Verbascum masguindali (Pau) Benedí & J.M.Monts., (1985)
- Verbascum pseudocreticum Benedí & J.M.Monts. (1985)